# Gare d'Obourg
La gare d'Obourg est une gare ferroviaire belge de la ligne 118, de La Louvière-Centre à Mons, située à Obourg, section de la ville belge de Mons, dans la Province de Hainaut en Région wallonne.
C'est une halte voyageurs de la Société nationale des chemins de fer belges (SNCB) desservie, uniquement en semaine, par des trains Omnibus (L) et Heure de pointe (P).

## Situation ferroviaire
Établie à 41 mètres d'altitude, la gare d'Obourg est située au point kilométrique (PK) 12,1 de la ligne 118, de La Louvière-Centre à Mons, entre les gares d'Havré et de Nimy.

## Histoire
La station d'Obourg est mise en service le 1er juin 1849 par la Société des chemins de fer de Namur à Liège et de Mons à Manage avec leurs extensions, lorsqu'elle inaugure la section de Bracquegnies à Nimy de sa ligne de Manage à Mons.
Lorsque la compagnie est reprise à bail en 1854 par les Compagnie des chemins de fer du Nord (Français), le Gouvernement impose que les Chemins de fer de l'État belge, future SNCB, deviennent l'exploitant des lignes hennuyères du "Mons-Manage : Mons-Manage et l'embranchement de l'Olive (ou chemin de fer des Anglais) vers Bascoup. Dès l'année suivante, dans la salle d'attente de la gare de Bruxelles-Nord est procédé à l'adjudication publique pour la construction de nouveaux bâtiments des recettes dans les gares intermédiaires de ces deux lignes : Nimy, Obourg, Havré (faisant partie d'un lot de six), la Paix, Bois-du-Luc, l’Étoile, Bascoup-État (faisant partie d'un lot de cinq) le 4 juillet tandis que l'Olive et Bracquegnies (ce dernier étant un bâtiment plus vaste) le sont le 18 avril. Les bâtiments correspondant à ces adjudications groupées appartiennent au plan standard de l’État belge dit "à pignons à redents".
Comme les autres gares du lot auquel appartient Obourg, il possède quatre travées. À Obourg, un agrandissement est pratiqué en 1886. photographies anciennes de la gare la représentent toutes avec une toiture à deux croupes, sans pignons à gradins, qui s'observe également à Nimy et La Paix, sans qu'il soit certain qu'il s'agisse de la disposition originelle. Il est complété par deux ailes basses asymétriques ajoutées ultérieurement.
La halte d'Obourg est élevée au rang de station le 10 avril 1860.
Durant la Bataille de Mons lors de la Première Guerre mondiale, la gare d'Obourg représentant une position-clé, fut investie par les Britanniques défendant le pont sur le canal, à proximité immédiate. L'assaut allemand, mené le 23 août, provoqua de lourdes pertes dans le camp adverse et parmi les défenseurs, forçant finalement ces derniers à se replier. Un mémorial commémore les victimes britanniques parmi lesquels un soldat qui serait délibérément resté sur le toit de la gare, tenant tête à l'ennemi sous le feu adverse pour protéger la retraite de ses compagnons.
Durant l'entre-deux-guerres, les quais ont été surélevés et dotés d'un long abri en béton. 
Lors de l’électrification de la ligne en 1980, toutes les gares d’origine sont démolies. Celle d'Obourg abritant une plaque commémorative, le pan de mur où est implantée cette plaque a été conservée comme monument,.
Le canal, très étroit au début du XXe siècle a été considérablement élargi. Une passerelle piétonne à haubans enjambant le canal a été érigée lors du remplacement du pont routier afin de relier la gare au reste de l'agglomération. La gare est pratiquement enclavée au sein des voies donnant accès à la Cimenterie d'Obourg.

## Service des voyageurs

### Accueil
Halte SNCB, c'est un point d'arrêt non géré (PANG) à accès libre.
Une passerelle permet la traversée des voies, la traversée du canal du Centre et l'accès aux quais.

### Desserte
Obourg est desservie, uniquement les jours ouvrables, par des trains Omnibus (L) et d'Heure de pointe (P) de la SNCB, qui effectuent des missions sur la ligne commerciale : 118 (Mons - Charleroi),.
La desserte régulière est constituée par des trains L reliant toutes les heures La Louvière-Sud à Quévy via Mons.
Il existe également trois trains supplémentaires d'heure de pointe (P) :
- l'un relie La Louvière-Sud à Mons le matin ;
- le deuxième relie Manage et La Louvière-Centre à Quévy le matin ;
- le dernier relie Mons à La Louvière-Centre Manage l'après-midi.

Les week-ends et jours fériés, les trains ne s'arrêtent plus à Obourg.

### Intermodalité
Un parc pour les vélos y est aménagé

## Comptage voyageurs
Le graphique et le tableau montrent le nombre de passagers qui en moyenne embarquent durant la semaine, le samedi et le dimanche.
| Nombre de voyageurs qui embarquent à la gare d'Obourg | Nombre de voyageurs qui embarquent à la gare d'Obourg | Nombre de voyageurs qui embarquent à la gare d'Obourg | Nombre de voyageurs qui embarquent à la gare d'Obourg |
|                                                       | Semaine                                               | Samedi                                                | Dimanche                                              |
| ----------------------------------------------------- | ----------------------------------------------------- | ----------------------------------------------------- | ----------------------------------------------------- |
| 1977                                                  | 156                                                   | 26                                                    | 21                                                    |
| 1978                                                  | 103                                                   | 34                                                    | 25                                                    |
| 1979                                                  | 108                                                   | 22                                                    | 21                                                    |
| 1980                                                  | 73                                                    | 9                                                     | 12                                                    |
| 1981                                                  | 95                                                    | 16                                                    | 12                                                    |
| 1982                                                  | 67                                                    | 19                                                    | 16                                                    |
| 1983                                                  | 70                                                    | 7                                                     | 5                                                     |
| 1984                                                  | 82                                                    | 13                                                    | 10                                                    |
| 1985                                                  | 65                                                    | 13                                                    | 11                                                    |
| 1986                                                  | 60                                                    | 12                                                    | 9                                                     |
| 1987                                                  | 75                                                    | 16                                                    | 23                                                    |
| 1988                                                  | 63                                                    | 19                                                    | 27                                                    |
| 1989                                                  | 57                                                    | 20                                                    | 13                                                    |
| 1990                                                  | 92                                                    | 32                                                    | 36                                                    |
| 1991                                                  | 78                                                    | 21                                                    | 26                                                    |
| 1992                                                  | 73                                                    | 34                                                    | 27                                                    |
| 1993                                                  | 77                                                    | 42                                                    | 42                                                    |
| 1994                                                  | 49                                                    | -                                                     | -                                                     |
| 1995                                                  | 20                                                    | -                                                     | -                                                     |
| 1996                                                  | 36                                                    | -                                                     | -                                                     |
| 1997                                                  | 55                                                    | -                                                     | -                                                     |
| 1998                                                  | 52                                                    | -                                                     | -                                                     |
| 1999                                                  | 45                                                    | -                                                     | -                                                     |
| 2000                                                  | 48                                                    | -                                                     | -                                                     |
| 2001                                                  | 38                                                    | -                                                     | -                                                     |
| 2002                                                  | 34                                                    | -                                                     | -                                                     |
| 2003                                                  | 35                                                    | -                                                     | -                                                     |
| 2004                                                  | 36                                                    | -                                                     | -                                                     |
| 2005                                                  | 39                                                    | -                                                     | -                                                     |
| 2006                                                  | 24                                                    | -                                                     | -                                                     |
| 2007                                                  | 33                                                    | -                                                     | -                                                     |
| 2008                                                  | -                                                     | -                                                     | -                                                     |
| 2009                                                  | 41                                                    | -                                                     | -                                                     |
| 2010                                                  | -                                                     | -                                                     | -                                                     |
| 2011                                                  | -                                                     | -                                                     | -                                                     |
| 2012                                                  | 52                                                    | -                                                     | -                                                     |
| 2013                                                  | 62                                                    | -                                                     | -                                                     |
| 2014                                                  | 35                                                    | -                                                     | -                                                     |
| 2015                                                  | 25                                                    | -                                                     | -                                                     |
| 2016                                                  | 36                                                    | -                                                     | -                                                     |
| 2017                                                  | 34                                                    | -                                                     | -                                                     |
| 2018                                                  | 19                                                    | -                                                     | -                                                     |
| 2019                                                  | 49                                                    | -                                                     | -                                                     |
| 2020                                                  | 27                                                    | -                                                     | -                                                     |
| 2021                                                  | -                                                     | -                                                     | -                                                     |
| 2022                                                  | 100                                                   | -                                                     | -                                                     |
| 2023                                                  | 71                                                    | 0                                                     | 0                                                     |
| 2024                                                  | 49                                                    | -                                                     | -                                                     |